# Faiz Al-Rushaidi
Faiz Issa Khadoom Al-Rushaidi (arab. فايز بن عيسى الرشيدي; ur. 19 lipca 1988 w Ar-Rustak) – omański piłkarz grający na pozycji bramkarza. Od 2018 jest zawodnikiem klubu Al-Ain FC Al-Atawlah.

## Kariera piłkarska
Swoją karierę piłkarską Al-Rushaidi rozpoczął w klubie Suwaiq Club, w którym w 2007 roku zadebiutował w drugiej lidze omańskiej. W sezonie 2008/2009 zdobył z nim Puchar Omanu. W sezonach 2009/2010 i 2010/2011 dwukrotnie z rzędu został mistrzem Omanu. Z kolei w sezonie 2012/2013 sięgnął z Suwaiq po dublet - mistrzostwo i Puchar Omanu.
W 2014 roku Al-Rushaidi przeszedł do Al-Nasr Salala. W 2017 wrócił do Suwaiq Club i w sezonie 2017/2018 wywalczył z nim mistrzostwo Omanu. W 2018 przeszedł do saudyjskiego Al-Ain FC Al-Atawlah.

## Kariera reprezentacyjna
W reprezentacji Omanu Al-Rushaidi zadebiutował 15 lipca 2011 w zremisowanym 1:1 towarzyskim meczu z Syrią. W 2019 roku został powołany do kadry na Puchar Azji.